# Oberonia falcifolia
Oberonia falcifolia är en orkidéart som beskrevs av Rudolf Schlechter. Oberonia falcifolia ingår i släktet Oberonia och familjen orkidéer. Inga underarter finns listade i Catalogue of Life.